# Vuoltetje
Vuoltetje är en sjö i Vilhelmina kommun i Lappland och ingår i Vapstälvens huvudavrinningsområde. Sjön har en area på 0,186 kvadratkilometer och ligger 789,3 meter över havet. Vuoltetje ligger i Vardo- Laster- och Fjällfjällen Natura 2000-område.

## Delavrinningsområde
Vuoltetje ingår i det delavrinningsområde (725078-144614) som SMHI kallar för Utloppet av Vuoltetje. Medelhöjden är 858 meter över havet och ytan är 3,43 kvadratkilometer. Det finns inga avrinningsområden uppströms utan avrinningsområdet är högsta punkten. Vattendraget som avvattnar avrinningsområdet har biflödesordning 3, vilket innebär att vattnet flödar genom totalt 3 vattendrag innan det når havet efter 48 kilometer. Avrinningsområdet består mestadels av kalfjäll (94 procent). Avrinningsområdet har 0,19 kvadratkilometer vattenytor vilket ger det en sjöprocent på 5,6 procent.